# Ferdinando Cazzamalli
Ferdinando Cazzamalli (Crema, Reino de Italia, 4 de agosto de 1887 - Como, Italia, 30 de diciembre de 1957) fue un psiquiatra italiano que se interesó por los fenómenos paranormales.

## Trayectoria profesional
Dirigió un hospital psiquiátrico en Como, y más tarde se convirtió en profesor de psiquiatría en la Universidad de Módena, trabajando, durante veinte años, con el ingeniero eléctrico Eugenio Gnesutta con enfermos mentales e investigando fenómenos de telepatía. Con un equipo de auxiliares, crearon equipos que medían ondas de ultra-alta-frecuencia, que coadyuvarían a Ferdinando a explicar los fenómenos de telepatía como efectos electromagnéticos del cerebro. Ferdinando llevó a cabo experimentos con un receptor de radio encerrado en una jaula de Faraday, y llegó a la conclusión de que existían fenómenos paranormales. Cazzamalli creó junto a Giovanni Schepis, Emilio Servadio y Luigi Sanguinetti la Sociedad Italiana de Metafísica (SIM) en 1937. Fue la primera asociación en Italia en investigar los fenómenos paranormales a tiempo completo. El estado fascista reconoció a la asociación en 1941. La asociación fue posteriormente renombrada en 1955 como Sociedad Italiana de Parapsicología. En 1946 la Sociedad publicó su primera revista, Metafísica. Debido a disensiones políticas y metodológicas, Ferdinando abandonó la Sociedad para crear la suya propia, la Sociedad Italiana de Científicos Metafísicos.

## Obras
- Problemi di vita manicomiale (1916)
- Guerra, follia e degenerazione (1921)
- La tabe dorsale alla luce delle moderne conoscenze (1926)
- Dalla metapsichica al pane quotidiano (1934)
- Di un fenomeno radiante cerebropsichico (riflesso cerebro) psicoradiante come mezzo di esplorazione psicobiofisica (1935)
- Metapsichica, neurobiologia e metodo sperimentale: Dalla metapsichica alla psicobiofisica (1939)
- I fenomeni elettromagnetici radianti dal soggetto umano in intensa attivita (orgasmo funzionale) psicosensoriale del cervello, il método sperimentale e il prof. Agostino Gemelli (1942)
- L´avventura di Giuseppe Massarenti: per la liberta e la dignita del cittadino (1946)
- La Madonna di Bonate: apparizioni o visioni? (1951)
- Il cervello radiante (1960)